# 组头
组头（日语：／），又称与頭，是日本江户时代地方三役（村方三役）之一。
在江户时代，組頭是五人组的首领。五人组是江户时代实行的民间自治组织，每组由五户家庭组成，负责维持秩序和管理地方事务。組頭负责领导和协调五人组的工作。
此外，“組頭”也可以指战国时代和江户时代武士的编组单位“组”的长官。